# Ernst Ulrich Deuker
Ernst Ulrich Deuker, född 13 juli 1954 i Trier, är en tysk basist och kontrabas klarinettist. Han blev känd med bandet Ideal.
1979 grundade han Neue Deutsche Welle-bandet Ideal. 1980 gavs det första albumet Ideal ut. 1981 kom sedan albumet Der Ernst des Lebens som producerades av Conny Plank. Därpå följde turnéer och festivaler både hemma och utomlands (Montreux Jazz Festival och Roskildefestivalen 1982) liksom olika TV-framträdanden. Idag arbetar han som jazzmusiker. Sedan 2009 spelar Deuker med Theo Jörgensmann i Deep Down Clarinet Duo.